# كنيسة سانت باربارا (كوتنا هورا)
السنة
كنيسة سانت باربرا (بالتشيكية: Chrám svaté Barbory)‏ هي كنيسة رومانية كاثوليكية في كوتنا هورا (بوهيميا) على طراز الكاتدرائيات، ويشار إليها أحيانًا باسم كاتدرائية سانت باربرا (بالتشيكية: Katedrál sv. panny Barbory)‏. وهي واحدة من الكنائس القوطية الأكثر شهرة في وسط أوروبا وتعتبر من مواقع التراث العالمي لليونسكو. سانت باربرا هوقديسة عمال المناجم (من بين آخرين)، الذي كان مناسباً للغاية بالنسبة لبلدة استندت ثروتها بالكامل على مناجمها الفضية.

## تاريخ البناء
بدأ البناء في عام 1388،  ولكن بسبب توقف العمل في الكنيسة عدة مرات، لم يكتمل حتى عام 1905. كان المهندس المعماري الأول يوهان بارلر، نجل بيتر بارلر.  انقطع العمل على بناء لأكثر من 60 عاما خلال الحروب وقحة وعندما استؤنف العمل في 1481، ماتيج رييزيك، بينيديكت رييت وميكولاش بارلر، تولى المسؤولية.  كان التصميم الأصلي لكنيسة أكبر بكثير، ربما ضعف حجم المبنى الحالي. ومع ذلك، اعتمد البناء على ازدهار مناجم الفضة في المدينة، والتي أصبحت أقل إنتاجية بكثير. لذلك، في عام 1588، تم الانتهاء من السقف ذي الثلاثة قمم، وتم تشييد جدار مؤقت. بعد ذلك بقليل احتلها اليسوعيون الذين غيروا الهيكل تدريجيًا إلى الطراز الباروكي، على الرغم من أن الأجزاء لا تزال على الطراز القوطي. 
تمت العملية النهائية للإصلاح والانتهاء في نهاية القرن التاسع عشر، تحت إشراف المهندسين المعماريين ج. موكر ول. لابلر. في الأصل كانت هناك ثماني مصليات شعاعية ذات تصميمات داخلية شبه منحرفة. في وقت لاحق، تم بناء الجوقة، بدعم من دعامات طيران مزدوجة القوس. النقاط الداخلية الجديرة بالملاحظة هي النوافذ الزجاجية والمذابح والمنابر وأكشاك الجوقة. تم الحفاظ جزئيًا على اللوحات الجدارية التي تعود إلى العصور الوسطى والتي تصور الحياة العلمانية لمدينة التعدين في العصور الوسطى والمواضيع الدينية.

## معرض الصور

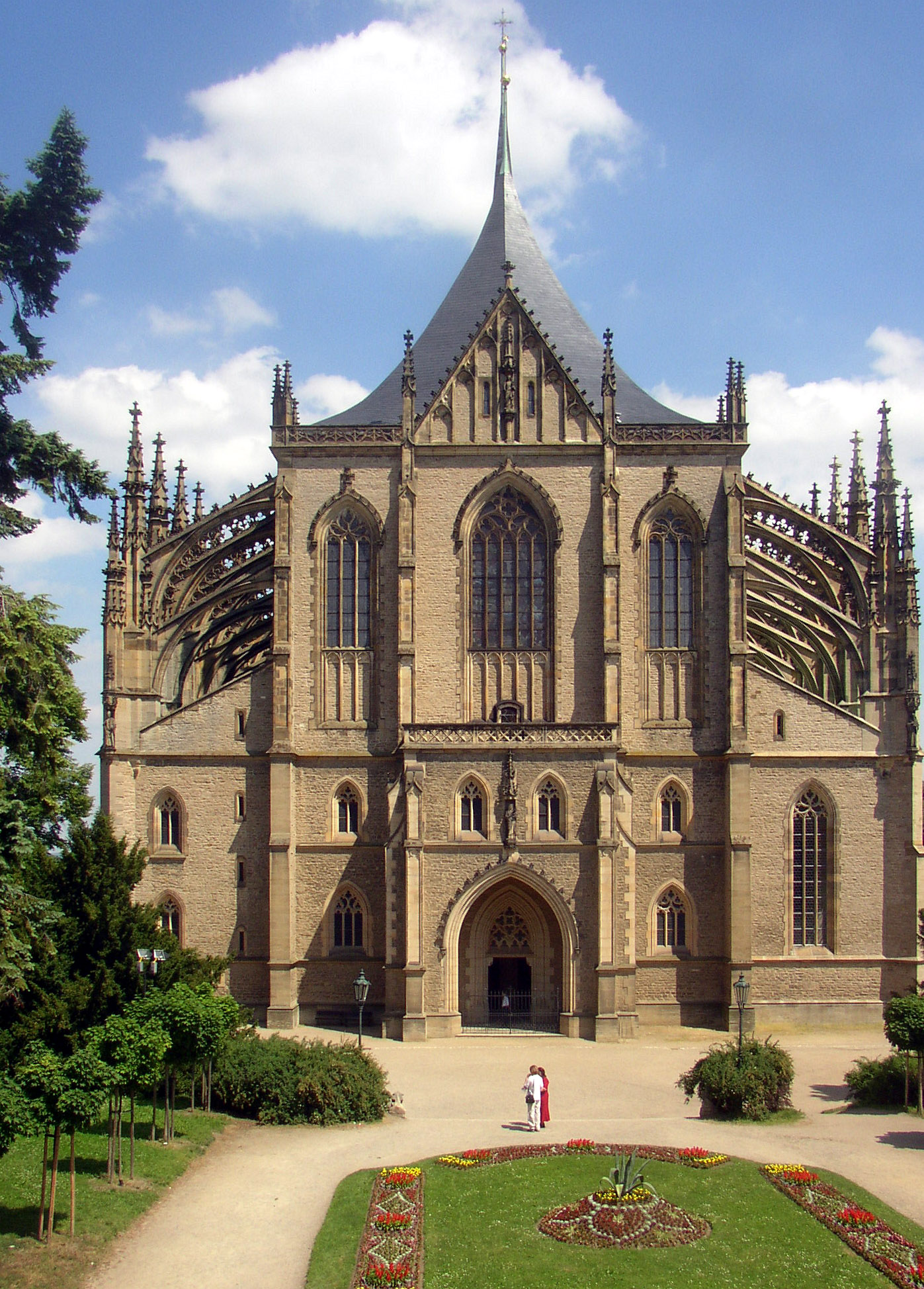
الواجهة الأمامية
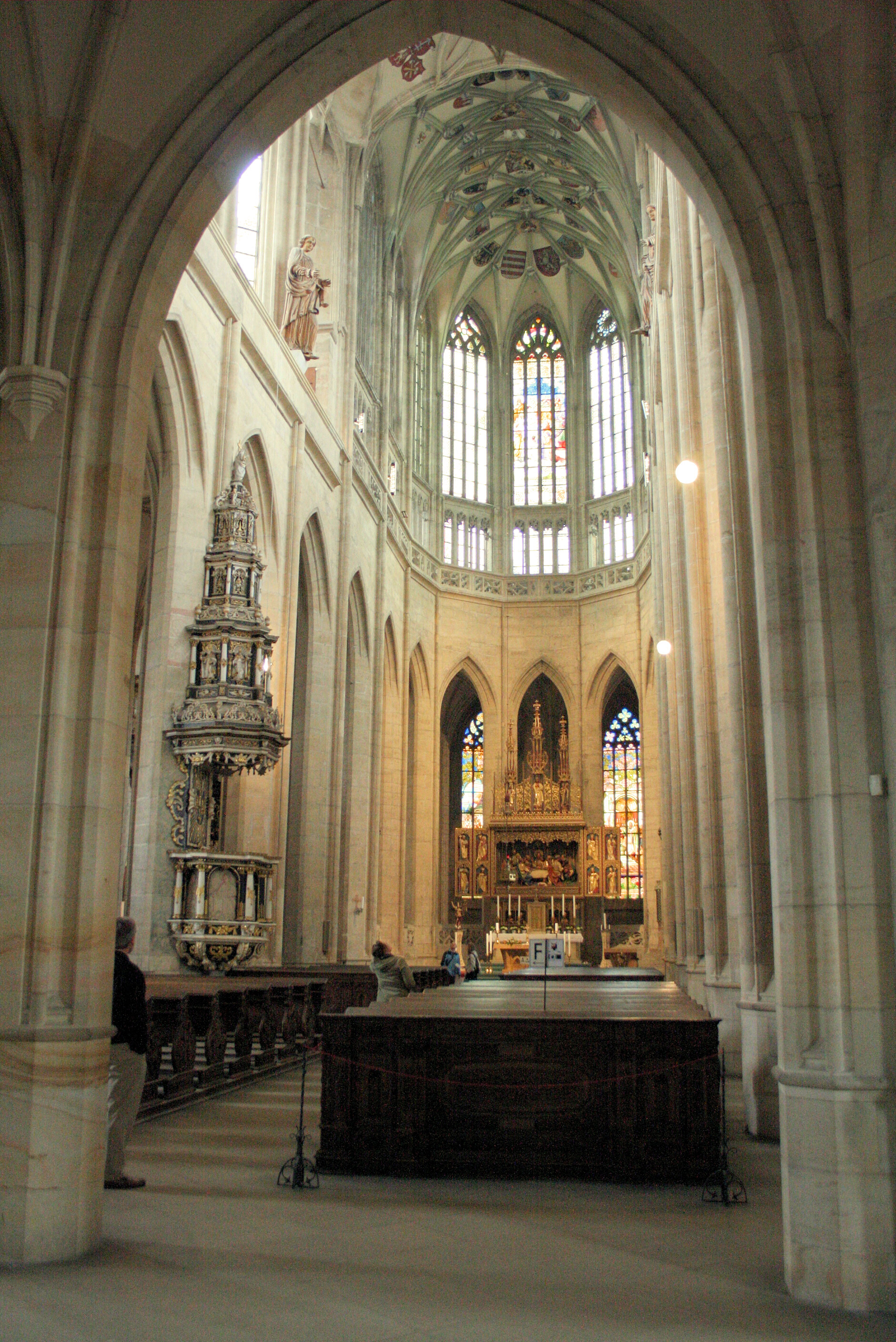
مدخل
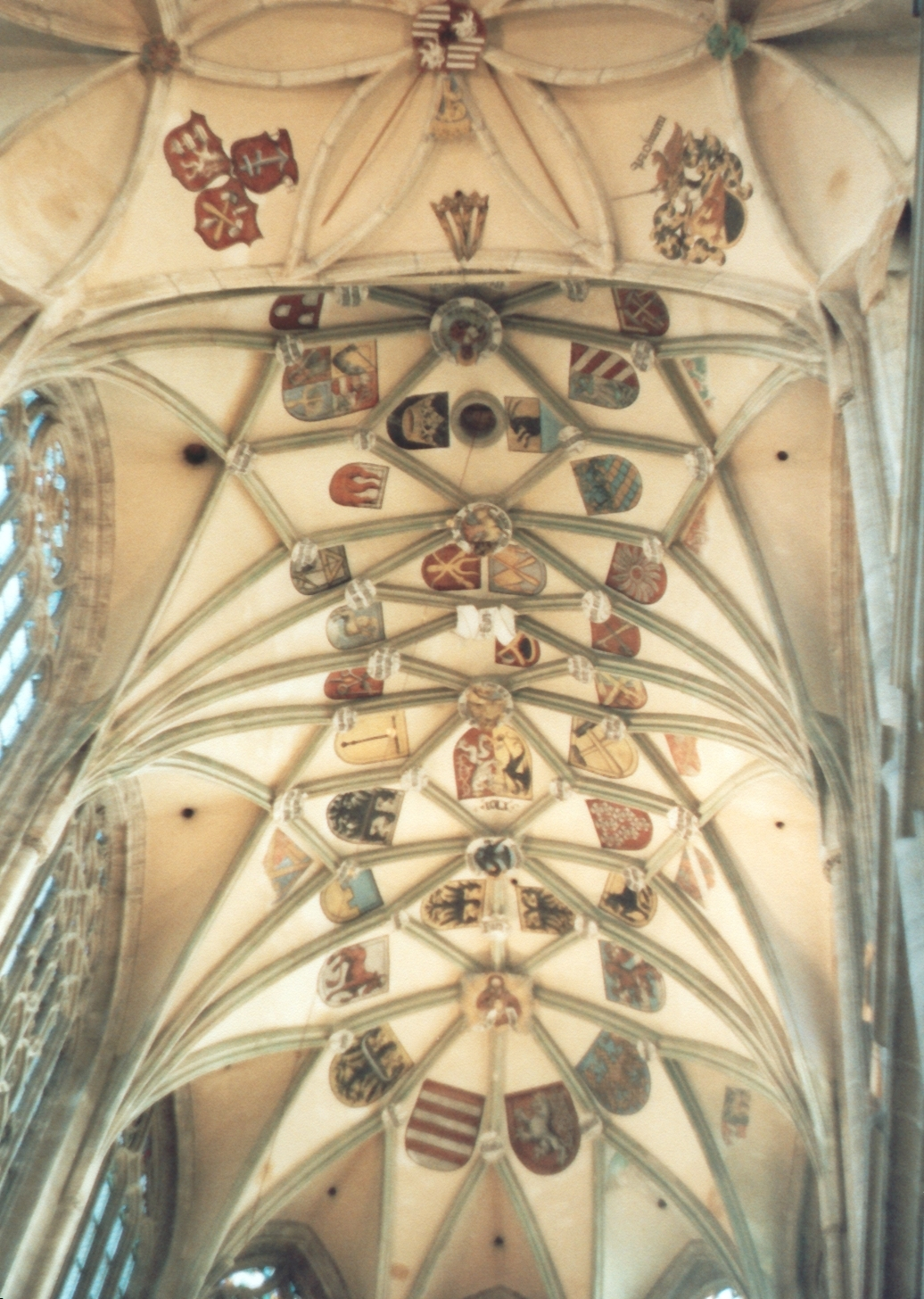
السقف
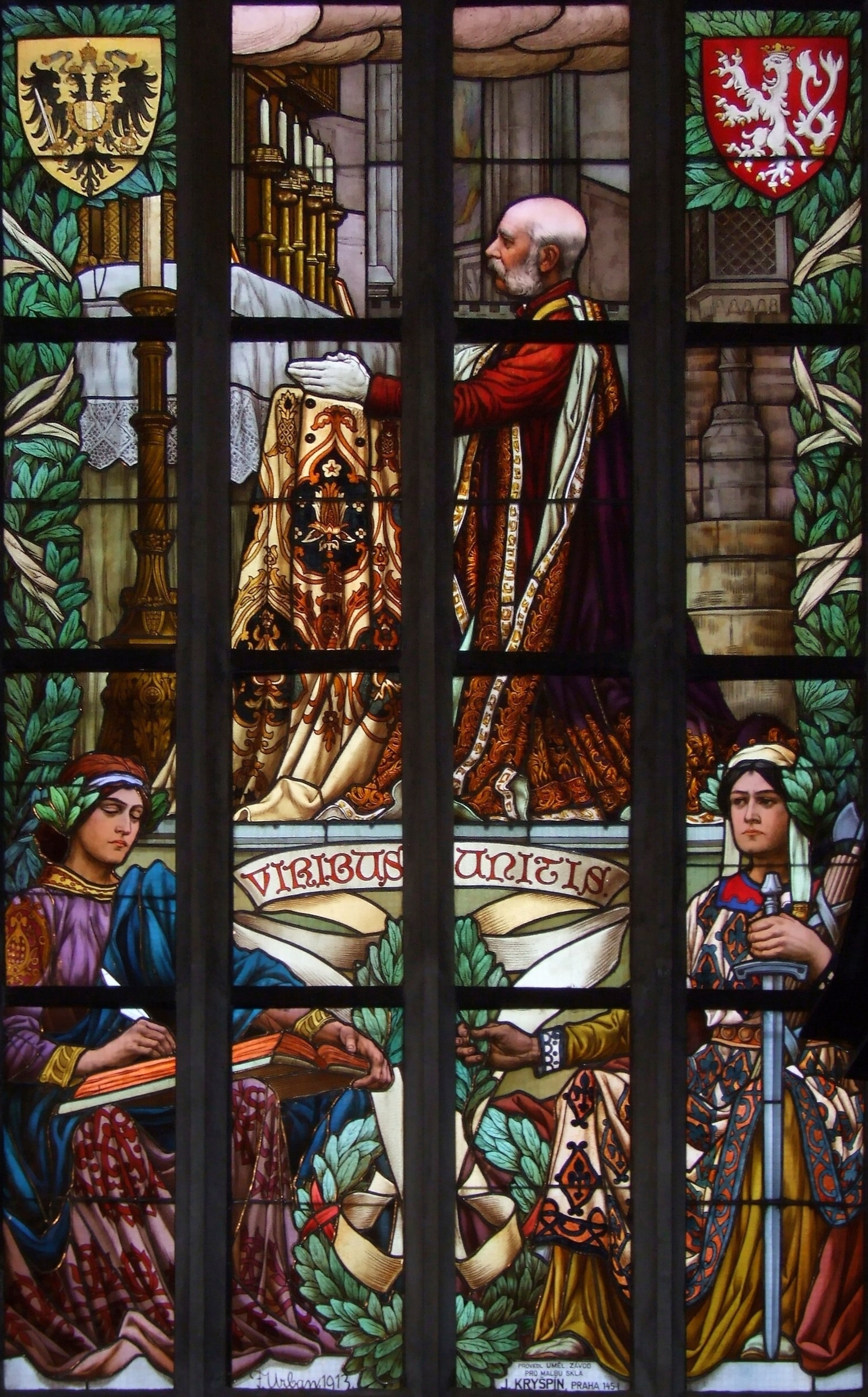
زجاج ملون يصور الإمبراطور فرانز جوزيف الأول